# 스켈리그 마이클

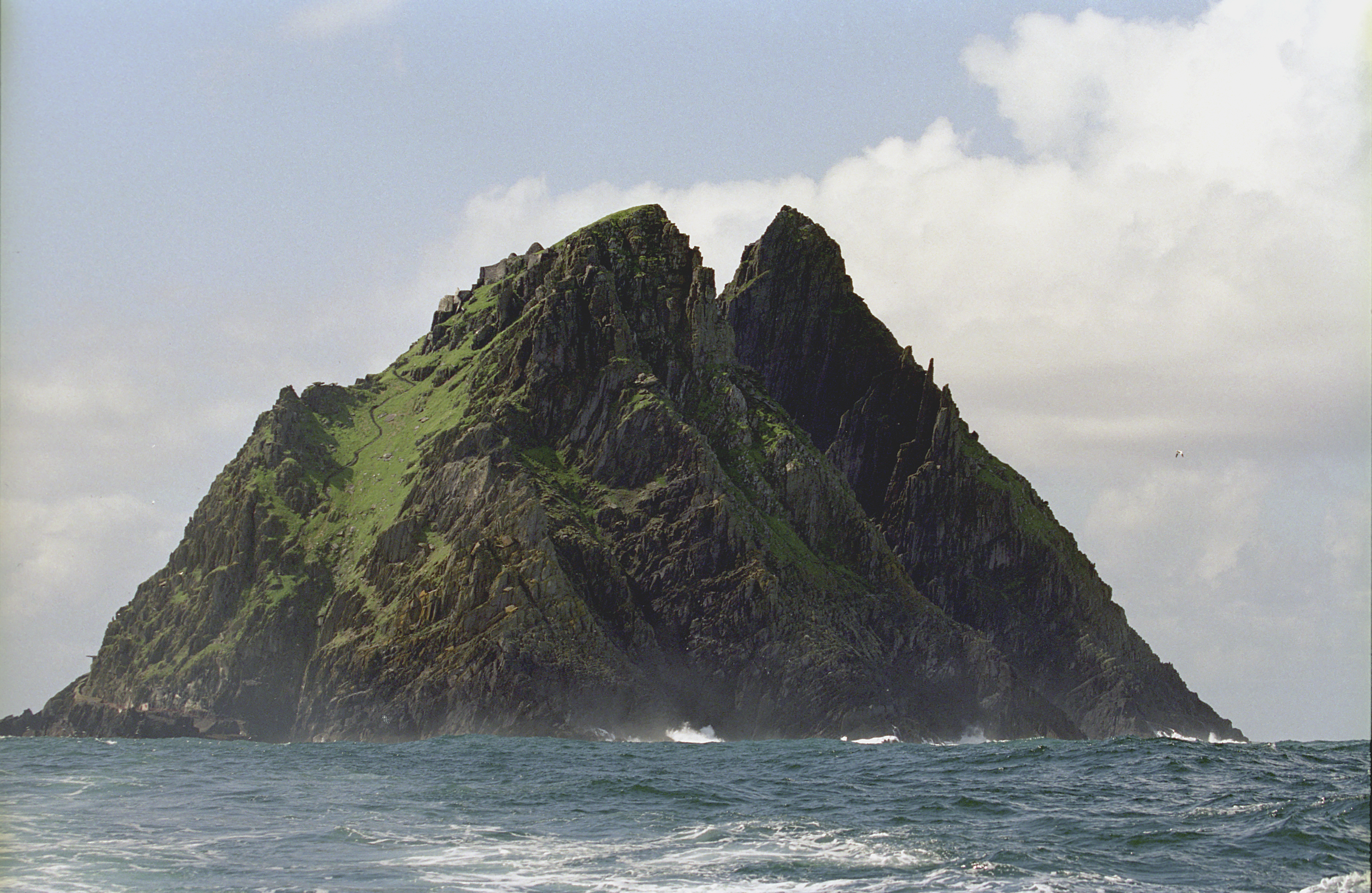
스켈리그 마이클

스켈리그 마이클(영어: Skellig Michael, 아일랜드어: Sceilig Mhichíl)은 아일랜드 케리주 이베라반도로부터 서쪽으로 11.6km에 위치한 바위섬이다. 서기 588년에 해발 218m의 섬 정상 부근에 켈트족에 의해 수도원이 지어졌다는 설이 있지만 확실한 기록은 없다. 1996년에는 유네스코 세계유산에 등록되었다.
2015년 공개된 영화 《스타워즈: 깨어난 포스》와 2017년 개봉한 영화 《스타워즈 에피소드 8》에서 최초의 제다이 사원의 촬영지로 사용되었다.